# マヨリカ焼き

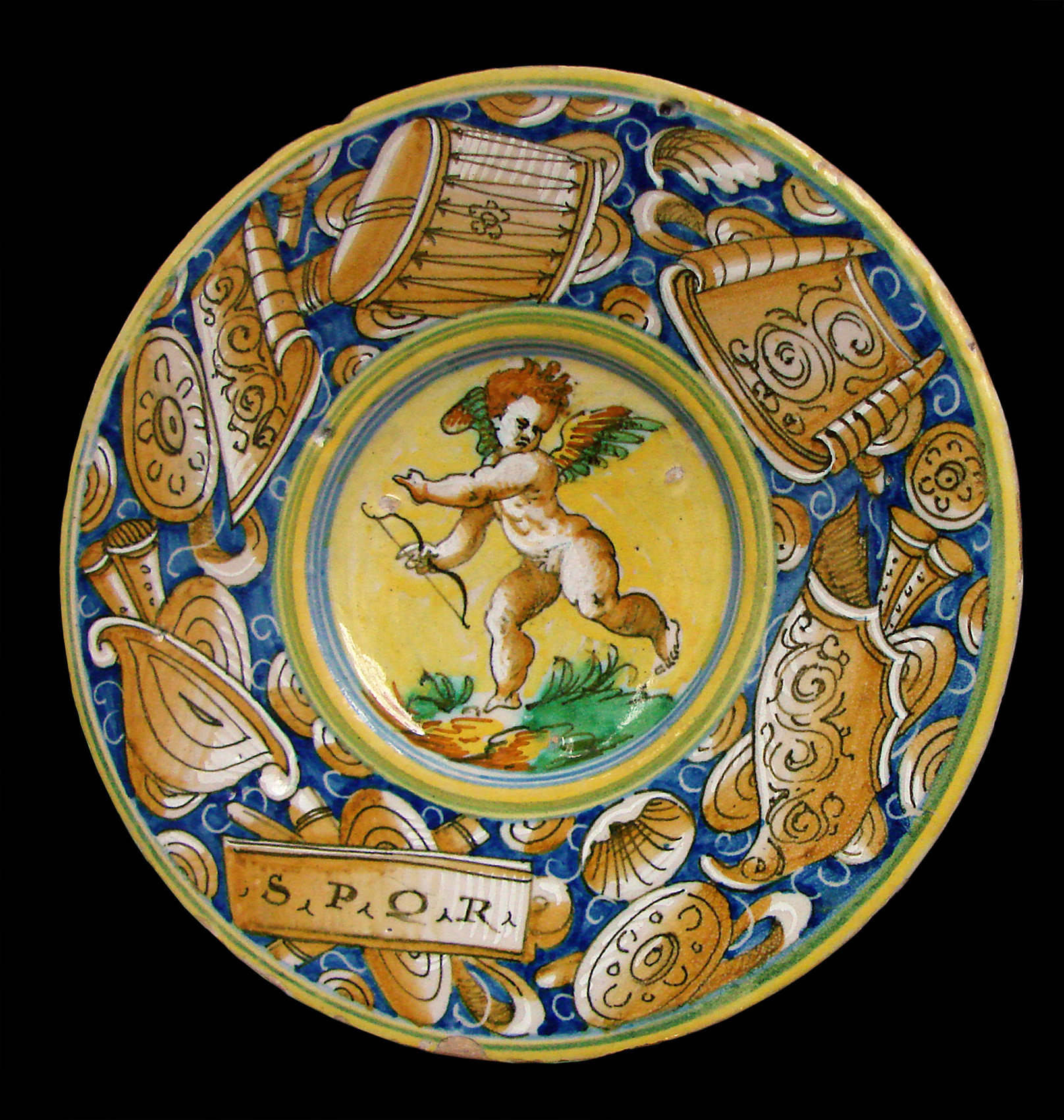
Castel Durante（現在のウルバーニア）産の istoriato 様式の装飾を施した皿。1550年-1570年ごろ。リール美術館

マヨリカ焼き（Maiolica）はイタリアの錫釉陶器でルネサンス期に発祥した。白地に鮮やかな彩色を施し、歴史上の光景や伝説的光景を描いたものが多い。地名呼称の表記のゆらぎによりマジョリカ焼、マヨルカ焼、マリョルカ焼、マジョルカ焼とも。

## 名称
その名称は、中世イタリア語でマヨルカ島を意味する。マヨルカ島はバレンシア地方からイタリアにムーア人様式の陶器を輸出する際の中継点だった。ムーア人の陶工はマヨルカ島を経由してシチリア島にも移住したと見られ、同様の陶器はカルタジローネからもイタリア本土に入ってきたとされている。別の説として、スペイン語の obra de Malaga、すなわち「マラガから（輸入された）食器」が語源とする説もある。
ルネサンス期には、「マヨリカ」といえばラスター彩を意味し、イタリア産のものとスペインからの輸入ものを含んでいたが、その後ラスター彩かどうかに関わらずイタリア産の錫釉陶器全般を指すようになった。スペインがメキシコを征服すると、錫釉のマヨリカ焼きは1540年ごろからメキシコでも生産されるようになり、当初はセビリア産の陶器を真似て作っていた。メキシコ産マヨリカ焼きは「タラベラ焼き」として有名である（タラベラ・デ・ラ・レイナが産地として有名）。

## 錫釉陶器
錫釉は不透明で真っ白な表面を生み出し、その上に絵付けしたときに鮮やかに映える。錫釉薬を全体に施して、火にかける前に金属酸化物などで絵を描く。フレスコ画のように釉薬が顔料を吸収し、間違っても後から修正できないが、鮮やかな発色を保つことができる。時には表面にもう一度釉薬をかけ（イタリアではこれを coperta と呼ぶ）、さらに光沢を強くすることもある。光沢を増すには、低温での火入れに時間をかける必要がある。窯には大量の木材が必要とされ、陶芸が盛んになるに従って、森林伐採が進んだ面もある。釉薬の原料は砂、ワインのおり、鉛、錫である。
マヨリカ焼きに端を発した15世紀の陶芸（ファイアンス焼きと総称される）は、シチリア島経由で入ってきたイスラムの陶器の影響を受けてスズ酸化物を釉薬に加え、それまで中世ヨーロッパで行われていた鉛釉陶器の様式に革命を起こした。そのような古い陶器は「プロト・マヨリカ」などとも呼ばれる。それまで陶器の彩色はマンガンの紫と銅の緑ぐらいしかなかったが、14世紀後半にはコバルトの青、アンチモンの黄色、酸化鉄のオレンジ色が加わった。ズグラッフィートと呼ばれる技法も生まれた。これは、白い錫釉をかけた後にそれを引っかいてその下の粘土が見える部分を作り模様などを描いたものである。ズグラッフィートはペルージャやチッタ・ディ・カステッロが本場とされていたが、モンテルーポ・フィオレンティーノやフィレンツェの窯からズグラッフィートの不良品が大量に見つかっており、そちらの方が生産量が多かったことがわかった。

## 歴史

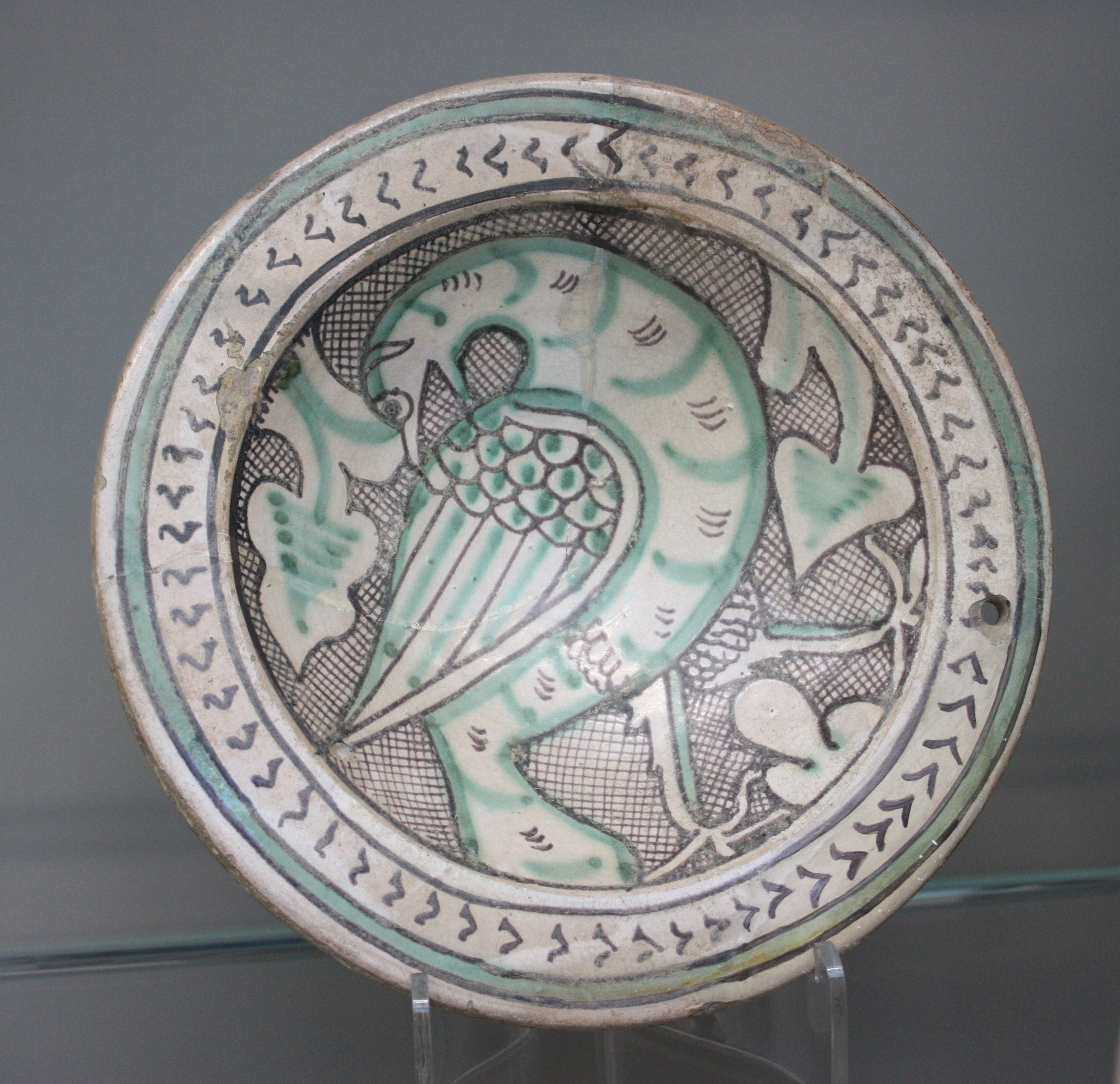
鳥をイスラム風に描いた皿。オルヴィエート産。1270年-1330年ごろ。ヴィクトリア&アルバート博物館

13世紀後半以降、イタリア中部で錫釉陶器を地元で使用する以上に生産するようになり、特にフィレンツェ周辺が産地となった。フイレンツェの彫刻家の家系であるデッラ・ロッビア家もこの技法を採用するようになった（アンドレア・デッラ・ロッビアなど）。フィレンツェ自体は15世紀後半には周辺の森林を伐採しつくしたために陶芸が下火になったが、周辺の小さな町に生産拠点が分散していき、15世紀中頃以降はファエンツァが中心地となった。興味深いことに、1490年の契約書によれば、モンテルーポ・フィオレンティーノの23人の陶工の親方がその年の生産物をフィレンツェのアンティノーリ（ワイン業者）に売ることに合意している。モンテルーポは1945年にメディチ家のヴィラに経験豊かな陶工を提供している。フィレンツェの陶器に触発され、15世紀にはアレッツォやシエーナでも独特な陶器を生産するようになった。

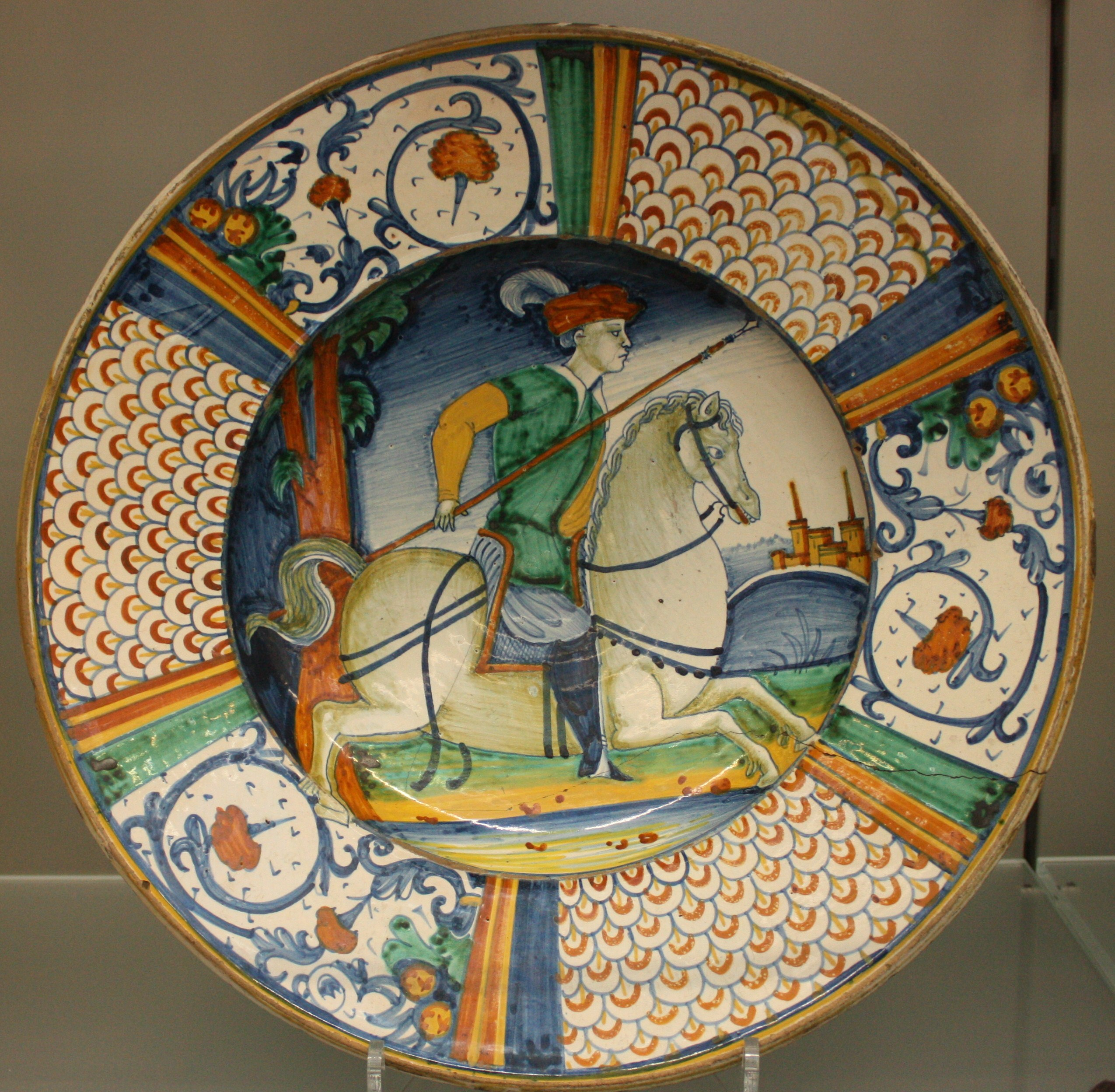
デルータ産の皿。16世紀中ごろ。色が鮮やかである。ヴィクトリア&アルバート博物館

15世紀にはイタリアのマヨリカ焼きが完成度の面で頂点に達した。ロマーニャはファエンツァの名がファイアンス焼きになったことからもわかるとおり、15世紀初頭からマヨリカ焼きの生産拠点となった。ファエンツァは陶器生産が経済上重要な地位を占めるようになった唯一の大都市だった。ボローニャでは輸出用に鉛釉陶器が生産された。オルヴィエートとデルータは共に15世紀にマヨリカ焼きを生産していた。16世紀になるとマヨリカ焼きはウルバーニア、ウルビーノ、グッビオ、ペーザロでも作られるようになった。16世紀初めには istoriato と呼ばれる様式が生まれた。これは歴史上または伝説上の光景を極めて精緻に描く様式である。アレッツォの State Museum of Medieval and Modern Art にはイタリア最大の istoriato のコレクションがあるという。istoriato はロンドンの大英博物館にも多数所蔵されている。
マヨリカ焼きの生産は、北はパドヴァ、ヴェネツィア、トリノまで、南はシチリア島のパレルモやカルタジローネまで広まった。17世紀にはサヴォーナが生産の中心地となった。
16世紀には様式が多様化し、分類も困難となっている。イタリアの各都市は減税や市民権の付与や保護貿易政策などを打ち出して陶器製造業の育成に努めた。
16世紀中ごろのマヨリカ焼きの絵付け技法についての貴重な文献として、Cipriano Piccolpasso の書いた論文がある。彼自身はプロの陶工ではなかった。16世紀には名のある陶工も何人か登場した。18世紀になるとマヨリカ焼きは廃れ、より安価な陶磁器が主流となった。
デルータやモンテルーポといった町では今もマヨリカ焼きを生産し、世界的に販売している。スズより安価なジルコンを釉薬に使っているため、現代のマヨリカ焼きはかつてのものとは見た目が若干異なる。中には昔ながらの錫釉を使っている窯元もある。
マヨリカ焼きという呼称は主に16世紀までのイタリアの陶器を指し、ファイアンス焼き（および「デルフト焼き」）という呼称は17世紀以降のヨーロッパ各地のものを指すが、その様式は多種多様である。ただし、現代の陶工が意図的に「マヨリカ焼き」を名乗る場合もある。
なお、19世紀イギリスには Victorian majolica と呼ばれる陶器の様式が存在した。

## ルネサンス期と現代のマヨリカ焼き

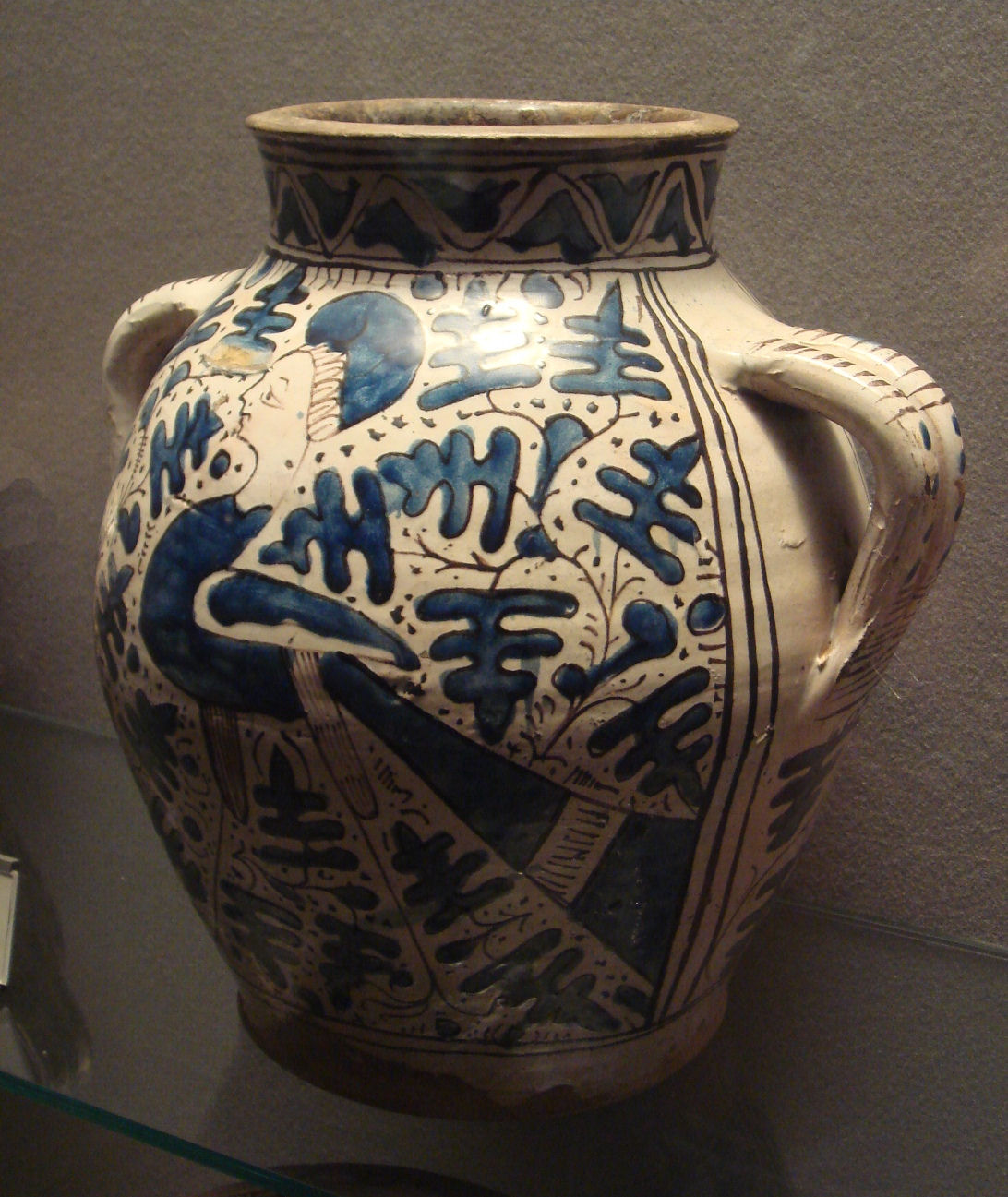
青と白の葉模様の花瓶（フィレンツェ、1430年、ルーヴル美術館）
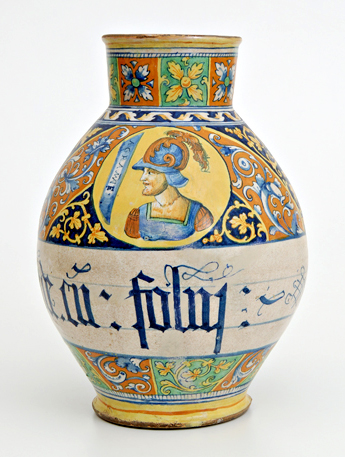
花瓶（ファエンツァ、1550年ごろ）
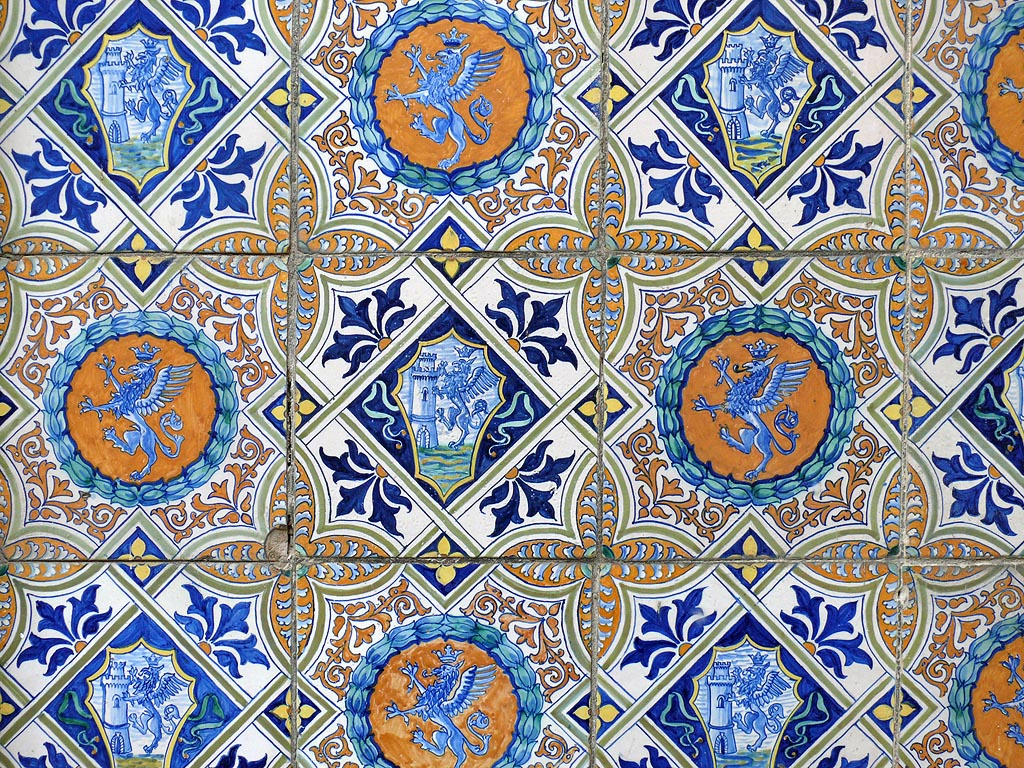
デルータ産の現代のタイル
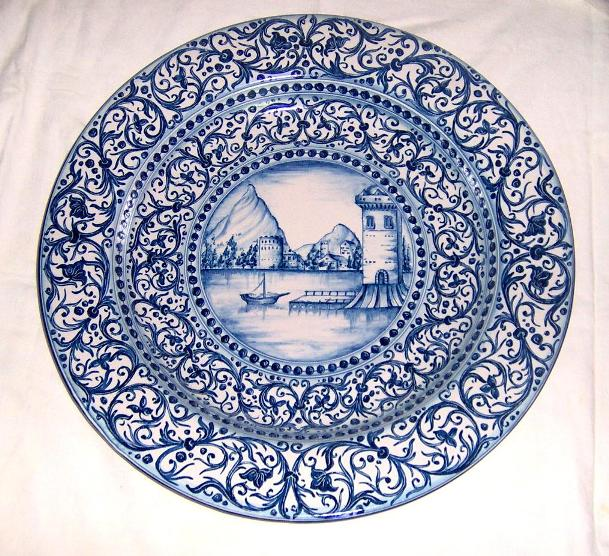
カルタジローネ産の現代の皿
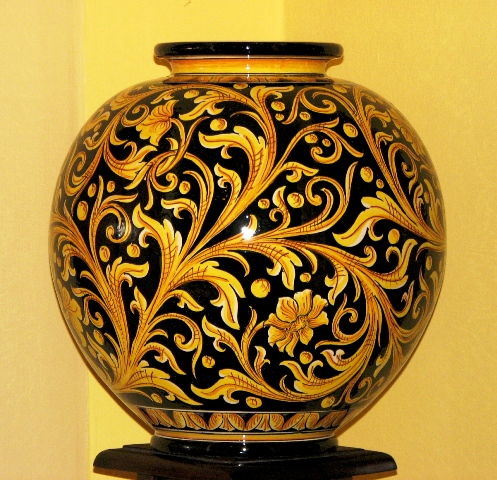
カルタジローネ産の現代の花瓶
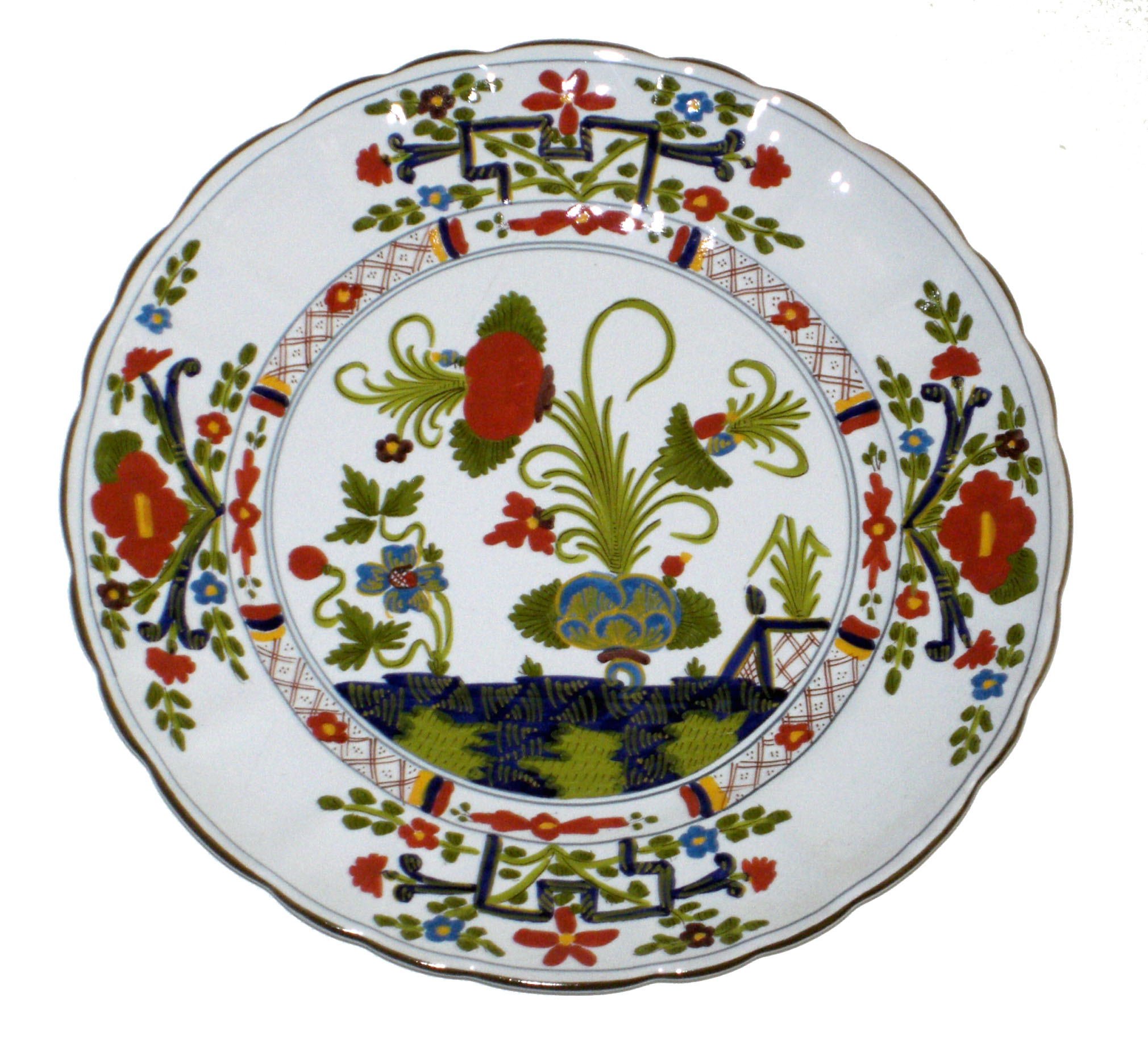
ファエンツァ産の現代の皿